# Фібіш
Фібіш (рум. Fibiș) — комуна у повіті Тіміш в Румунії. До складу комуни входить єдине село Фібіш.
Комуна розташована на відстані 403 км на північний захід від Бухареста, 28 км на північний схід від Тімішоари.

## Населення
У 2009 році у комуні проживали 1595 осіб.

## Зовнішні посилання
- Дані про комуну Фібіш на сайті Ghidul Primăriilor